# Лето, Себастьян
Себастьян Эдуардо Лето Леес (исп. Sebastián Eduardo Leto Lées; род. 30 августа 1986[…], Алехандро Корн, Буэнос-Айрес) — аргентинский футболист, атакующий полузащитник, игравший на левом фланге, тренер.
Лето начал карьеру в клубе «Ланус», в первый состав которого он пробился в 2005 году. К лету 2006 его имя регулярно связывали с вероятным переездом в один из европейских клубов. Но только летом 2007 было заключено соглашение между «Ланусом» и «Ливерпулем» о переходе Себастьяна в английскую команду. Сумма отступных составила 1,85 млн фунтов стерлингов. Лето прибыл в клуб в июне, его дебют состоялся в товарищеском матче против «Шанхай Шэньхуа» 3 августа 2007 года, первым официальным матчем Лето в «Ливерпуле» стал поединок третьего квалификационного раунда Лиги чемпионов против французской «Тулузы», состоявшийся 28 августа.
Сезон 2007/08 Себастьян провёл, выступая за резервы «Ливерпуля». В конце мая 2008 года появились сообщения о том, что Лето может перейти в «Эспаньол» и стать частью сделки по трансферу вингера испанского клуба Альберта Риеры в «Ливерпуль».
5 августа 2008 года было подтверждено, что Лето проведёт следующий сезон в аренде в греческом «Олимпиакосе». Причиной этого стал отказ миграционной службы Великобритании предоставить Себастьяну разрешение на работу в связи с расследованием обстоятельств, при которых он получил паспорт гражданина Италии.
16 сентября 2008 года он отличился голом за «Олимпиакос» в розыгрыше Кубка УЕФА. Себастьян вышел на замену, а на 90-й минуте встречи забил мяч, который помог его команде победить со счётом 2:0.
1 июля 2009 года Себастьян подписал пятилетний контракт с «Панатинаикосом».

## Достижения
Олимпиакос
- Чемпион Греции: 2008/09
- Обладатель Кубка Греции: 2008/09

 Панатинаикос
- Чемпион Греции: 2009/10
- Обладатель Кубка Греции: 2009/10